# Хаселт
Хаселт (хол. Hasselt) је општина у Белгији у региону Фландрија у покрајини Лимбург. Град лежи на Албертовом каналу и реци Демер. Према процени из 2007. у општини је живело 70.584 становника. 

## Историја
Хаселт је настао на трговачком путу од Брижа преко Мастрихта према Келну. Градска права је добио 1232. У 14. веку Хаселт је дошао под власт кнеза-бискупа Лијежа. Привредни врхунац је достигао у 15. веку као центар текстилне индустрије. Град је доживео пустошења у 17. веку током Тридесетогодишњег рата. Поред Немаца и Швеђана у њима су учествовали и Хрвати, па се од тог времена задржала изрека за чудака: Een rare Kroaat („редак Хрват“). Године 1830. Хаселт је постао главни град Лимбурга, иако раније није припадао овој области. 
Хаселт је познат по производњи алкохолног пића Јеневер. Ова производња је започела у 18. веку и достигла врхунац у 19.

## Становништво
Према процени, у општини је 1. јануара 2015. живело 76.331 становника.
| 1984. | 2000. | 2010. | 2015. |
| ----- | ----- | ----- | ----- |
| 65503 | 68085 | 44719 | 76331 |

## Партнерски градови
- Детмолд
- Општина Биказ